# Cheilanthes pseudofarinosa
Cheilanthes pseudofarinosa là một loài thực vật có mạch trong họ Adiantaceae. Loài này được (Ching & S.K. Wu) K. Iwats. miêu tả khoa học đầu tiên.